# Brabantia Nostra
Brabantia Nostra (ons Brabant) was een Nederlands sociaal-cultureel tijdschrift dat heeft bestaan van 1935 tot 1951.
Het tijdschrift zette zich in voor de ontwikkeling van een "eigen" (Noord-)Brabantse cultuur, die uiteraard sterk geïnspireerd was door onder meer de toen aldaar bloeiende Rooms-Katholieke Kerk. Tot die eigenheden behoorde ook de zogeheten "Bourgondische" cultuur die men aan de Brabanders is gaan toedichten en die ook tegenwoordig door de toeristische industrie gretig wordt omarmd.
Deze beweging kwam voort uit een hernieuwd bewustzijn van dit eens achtergestelde deel van Nederland, waarvan onder meer de werken van Stephanus Hanewinkel nog getuigen. Aan de andere kant kwam het streekeigene steeds meer onder druk te staan door onder meer de industrialisatie, die bovendien de immigratie van veel Noord-Nederlanders met zich meebracht, met name in de regio Eindhoven. Hier was in zekere zin sprake van een conservatief-romantiserende stroming.
De gangmaker was de studentenbeweging van de Katholieke Leergangen te Tilburg. Tot de oprichters behoorden P.C. de Brouwer en Frans van der Ven. Ook belangrijke medewerkers als Luc. van Hoek, Jef de Brouwer, Geert Ruygers en Piet Mutsaers waren van dit instituut afkomstig.
In 1938 werden plaatselijke kernen opgericht. Op het hoogtepunt van de beweging waren er ongeveer 1000 leden.
Ten gevolge van de Tweede Wereldoorlog kwam de beweging tot een voorlopig einde: In 1942 werd de uitgave van het tijdschrift gestaakt omdat men zich niet bij de Nederlandsche Kultuurkamer wenste te registreren. Wel steunde Brabantia Nostra de Nederlandsche Unie.
Na de Tweede Wereldoorlog stokte de ontwikkeling van Brabantia Nostra. Dit kwam mogelijk voort uit het feit dat het gedachtegoed van het tijdschrift toch wel enigszins als "besmet" kon worden opgevat, terwijl tezelfdertijd, in het kader van de wederopbouw, een versterkt moderniseringsproces in gang werd gezet waardoor het conservatieve regionalisme van Brabantia Nostra minder weerklank vond. In 1951 werd het tijdschrift opgeheven.